# Noordelijke Spix' piewie
De noordelijke Spix' piewie (Contopus bogotensis) is een zangvogel uit de familie Tyrannidae (tirannen). De vogel werd in 1825 door Karel Lucien Bonaparte geldig beschreven als Tyrannula bogotensis. Eerder werd deze vogel beschouwd als een ondersoort van de zuidelijke Spix' piewie. De Nederlandse naam verwijst daarom naar de Duitse natuuronderzoeker Johann Baptist von Spix die de zuidelijke Spix' piewie heeft beschreven.

## Verspreiding en leefgebied
Deze soort komt voor in Midden-Amerika en het noorden van Zuid-Amerika en telt vijf ondersoorten:
- C. b. brachytarsus: van zuidoostelijk Mexico tot Panama.
- C. b. rhizophorus: westelijk Costa Rica.
- C. b. aithalodes: Coiba (nabij Panama).
- C. b. bogotensis: noordelijk Colombia, noordelijk Venezuela, noordwestelijk Brazilië en Trinidad.
- C. b. surinamensis: zuidelijk Venezuela, de Guyana's en noordoostelijk Brazilië.